# دنبلین
دنبلین (به لهستانی:  Dęblin) یک منطقهٔ مسکونی در لهستان است که در شهرستان رکی واقع شده‌است. دنبلین ۳۸٫۳۳ کیلومتر مربع مساحت و ۱۷٬۹۳۳ نفر جمعیت دارد و ۱۱۵ متر بالاتر از سطح دریا واقع شده‌است.